# Aumüli
Aumüli ist ein Weiler der politischen Gemeinde Stallikon im Bezirk Affoltern des Kantons Zürich in der Schweiz. Der Weiler liegt am Südfuss des Albis östlich von Stallikon, zwischen dem Weilern Gamlikon und Tägerst an der Reppisch.

## Alte Mühle
Die historische Mühle, die dem Weiler den Namen gegeben hat, wurde 1993 unter Denkmalschutz gestellt und ist mit ihren Nebengebäuden in der Liste der schützenswerten Objekten von kantonaler und nationaler Bedeutung aufgeführt. Sie ist die einzig erhalten gebliebene Steinmühle samt ehehaftem Wasserrecht, Wasserrad, Mühlestuhl und Säge im Bezirk Affoltern (Knonauer Amt, Säuliamt). Das Bundesamt für Kultur nahm die Aumüli Ende 2012 ins Inventar der schützenswerten Ortsbilder der Schweiz (Isos) auf.
Die erste Aumüli wurde vermutlich im 9. Jahrhundert erbaut. Sie gilt als eine der ältesten Mühlen im Kanton Zürich. Seit 1328 ist sie urkundlich nachgewiesen. Sie nutzt das Wasser der Reppisch. Die Doppelscheune wurde 1852 anstelle des alten, kleinen Stallgebäudes im Stil der bernischen Landwirtschaftstradition, die von den Berner Einwanderern (Minorat) Mitte des 19. Jahrhunderts ins Säuliamt getragen wurde, gebaut. Sie wurde 1892 mit einer Hochheinfahrt versehen. Der eingewanderte Berner Johann-Ulrich Weyermann erwarb 1872 die Aumüli mit 24 ha Landfläche und 5,5 ha Wald. Die Weyermanns trieben neben dem Getreide- und Holzhandel, Viehwirtschaft, Fuhrhalterei und Pferdezucht. Bis in die 1970er Jahre wurde die Aumülischeune von zwei Familien gemeinschaftlich genutzt.
Die Aumüli war die ursprüngliche Mühle für Stallikon, Wettswil, Bonstetten und Aeugst am Albis, das Aeugstertal samt Obertal und die Buechenegg. Sie war mit diesen Orten durch direkte Wege verbunden. Ein Karrweg führte bis zum Bau der Strasse von 1860 durch die Mühlenliegenschaft von Bonstetten nach Langnau.
Die Mühle besass in ihrer Blütezeit zwei Mühlräder für ein bis zwei Mahlwerke und eine Relle sowie ein Sägerad für die Sägerei. Der Rellgang diente zum Entspelzen der alten Getreidesorten wie Dinkel, Emmer und Einkorn. Die Vormühle, die sich etwas oberhalb befand, besass zwei Wasserräder, die ein Mahlwerk, eine Reibe (Hanfreibe) und zwei Futterstampfen (Gerstenstampfen usw.) antrieben.
Die 1999 gegründete Stiftung und der Verein Pro Aumüli haben die vernachlässigte Mühle seither laufend, grösstenteils ehrenamtlich, renoviert. Der Jahrhunderte alte Oberwasserkanal wurde 2007 samt Reppischwehr erneuert. Das oberschlächtige Wasserrad treibt nach einem Unterbruch von 117 Jahren die Mahlwerke und die Gattersäge an und erlaubt die Herstellung von Mehl (Dinkelmehl) und das Sägen von Holzbrettern. 2012 wurde der Spycher, ein zweigeschossiger Riegelbau, restauriert sowie die Brennerei für den hofeigenen Zwetschgenschnaps neu instand gestellt.
Jedes Jahr im Monat Mai findet ein Tag der offenen Tür (Mülitag) statt. Seit 2009 werden Müllerkurse für Laien durchgeführt, um den Betrieb der Mühle gewährleisten zu können. 2012 wurden 42 Anlässe und Führungen für Vereine, Schulklassen und Privatpersonen durchgeführt.

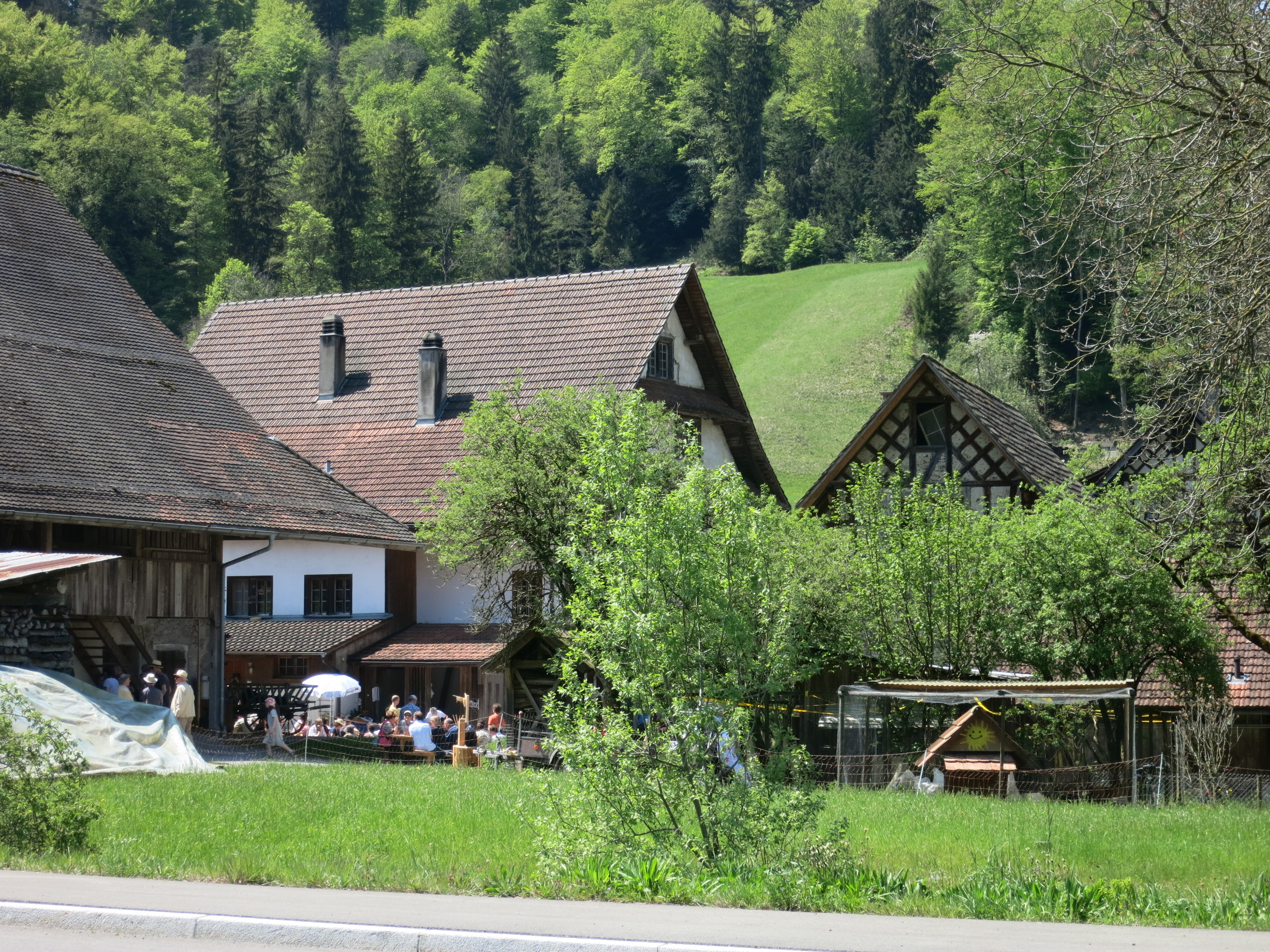
Aumüli Ensemble
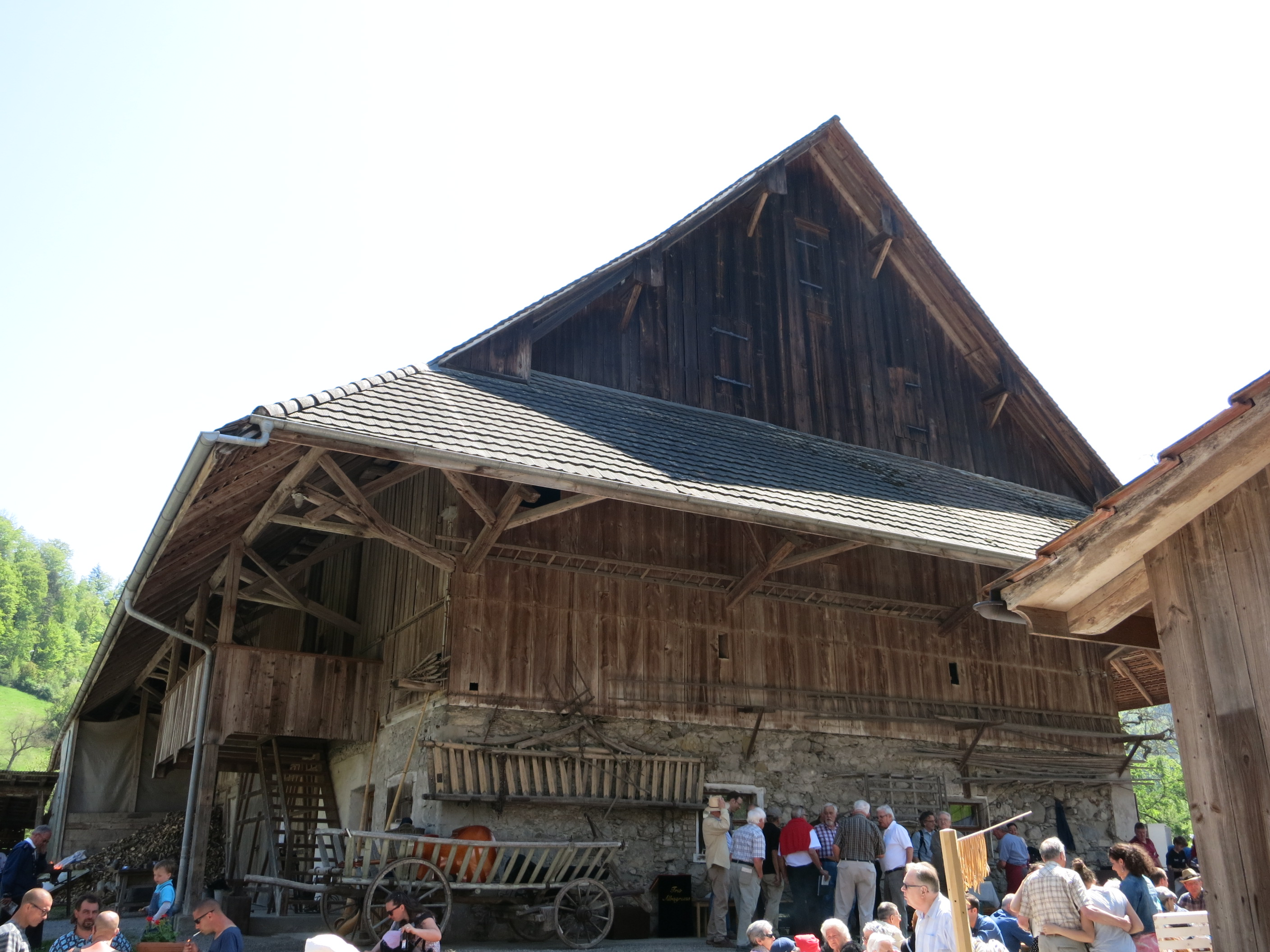
Doppelscheune von Nordwest
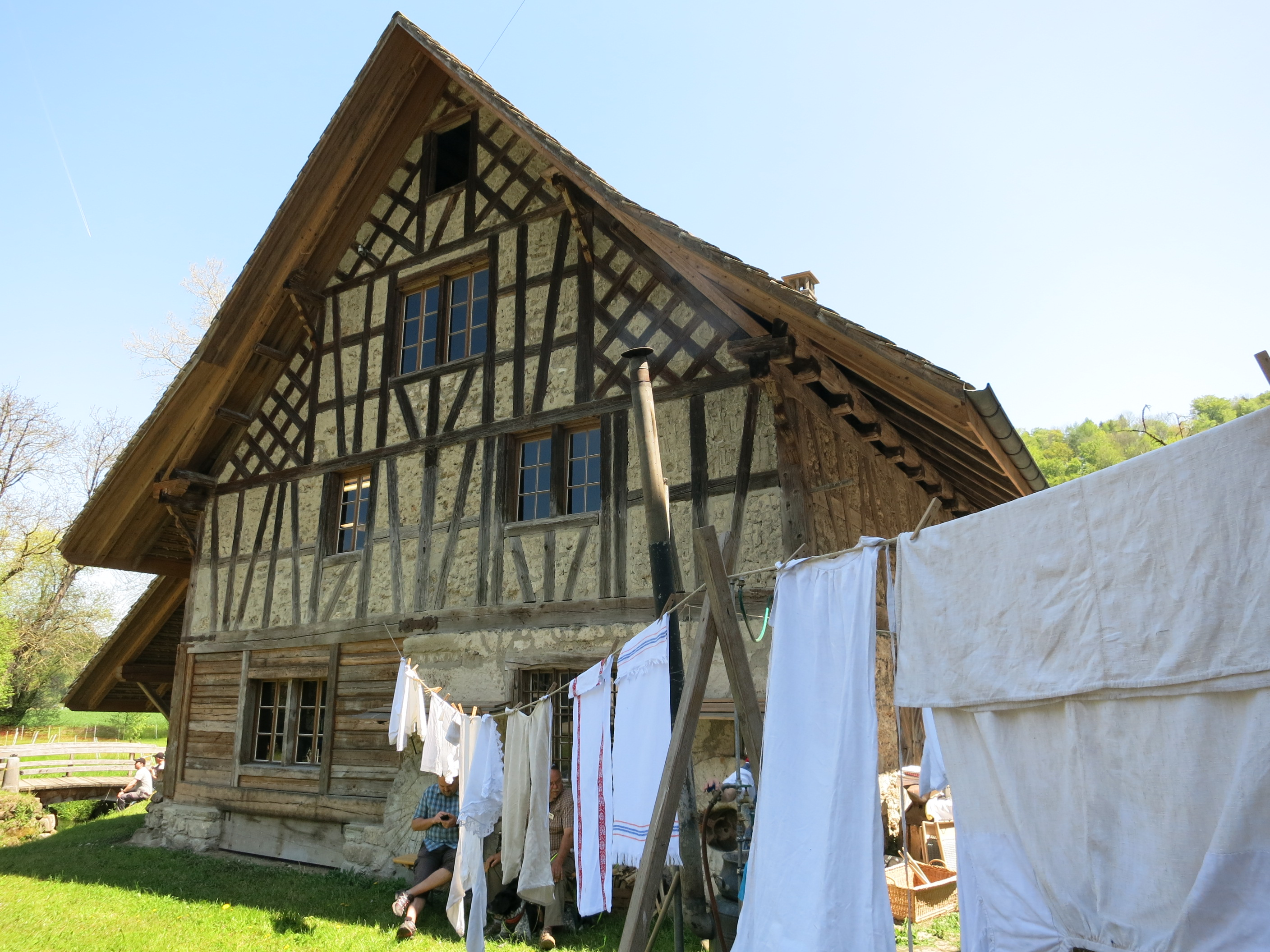
Spycher
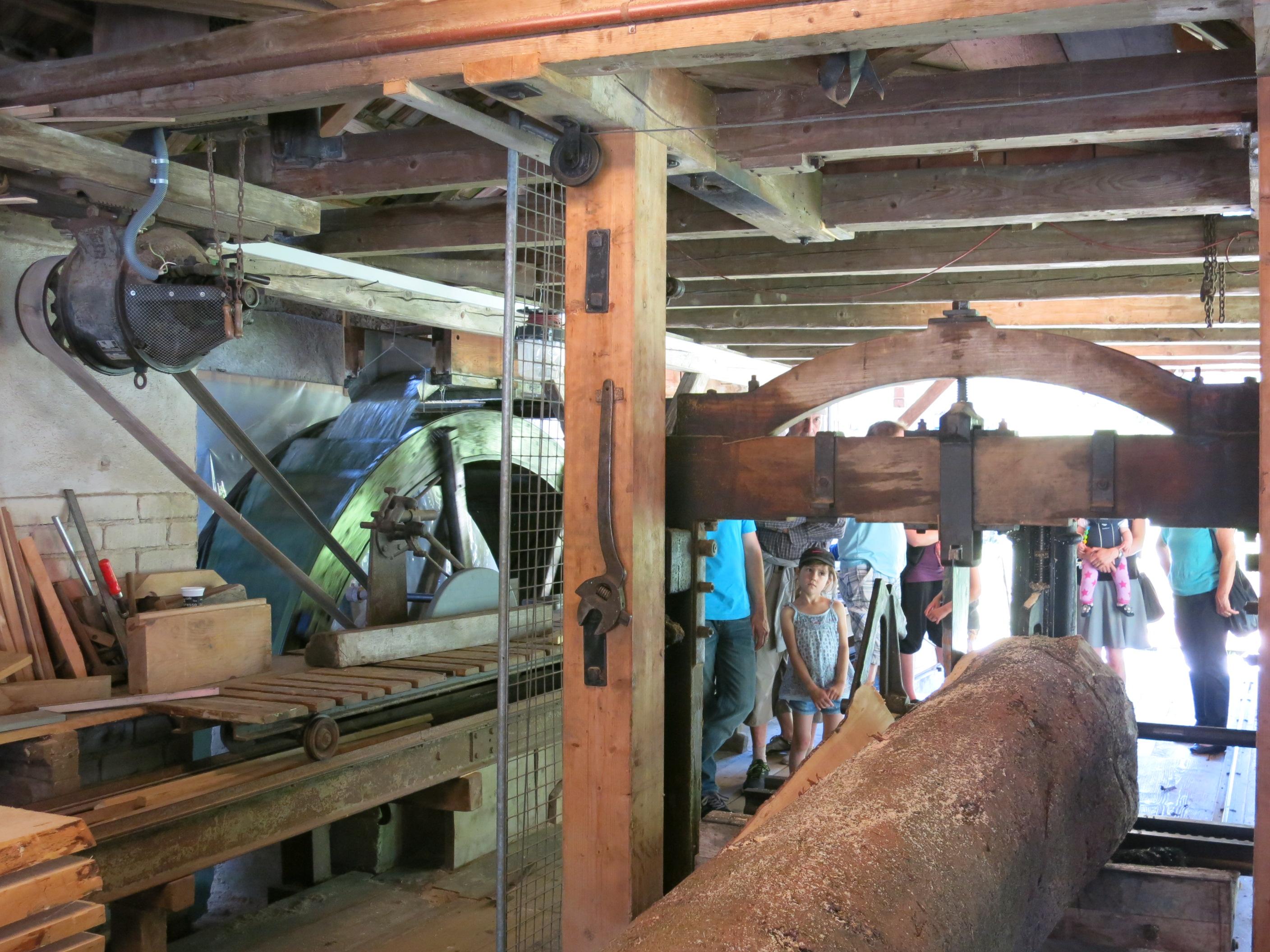
Sägerei
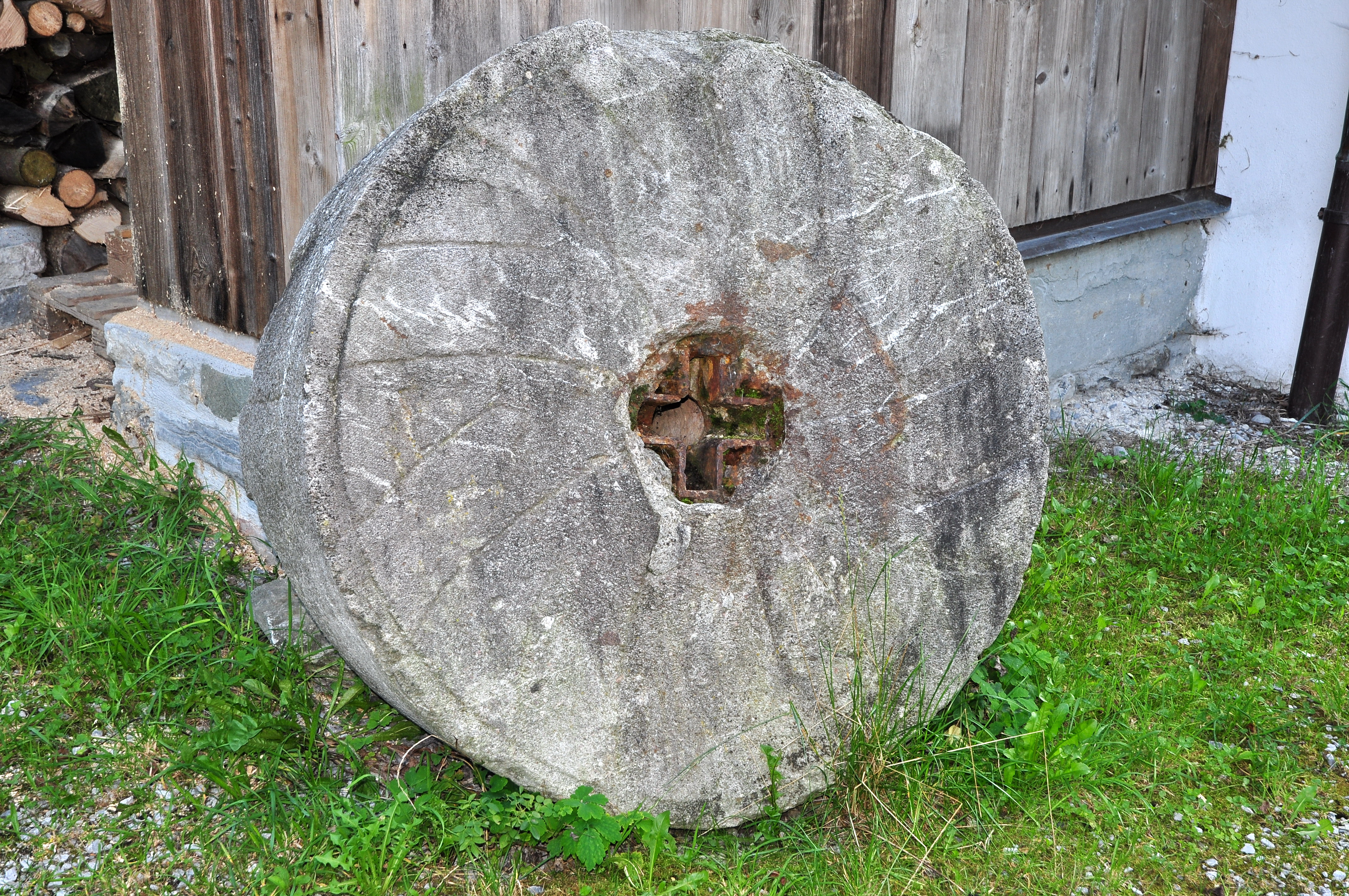
Alter Mühlstein (Läuferstein) mit Schränzen/Furchen und Mühleisen

### Verarbeitungsprozess der Getreidemühle Aumüli
Vor 1892 wurde das Korngut in der Aumüli auf der oberen Ebene in den Aufschütttrichter geschüttet, rutschte nach einem Verarbeitungsgang in die untere Ebene und musste immer wieder hochgetragen werden. Die Verarbeitungsgänge der heutigen Mühleneinrichtung finden auf einer Ebene statt. Deshalb benötigt sie vier mechanische Hebevorrichtungen (Stetigförderer oder Elevatoren 1–4), die das Korngut nach jedem Verarbeitungsgang mit dem Gurtbecherwerk wieder für den nächsten hochbringen. Die Elevatoren werden mit Wasserkraft angetrieben. Den Röll- oder Gerbgang braucht es für Urgetreidesorten, deren Spelzschalen durch Röllen oder Gerben geöffnet werden müssen. Die Röllmühle funktioniert wie der Mahlgang mit einem oberen, sich drehenden Läuferstein über dem unbeweglichen Bodenstein. Der Läufer hat eine Mittenöffnung zur Aufnahme des Spelzgetreides. Die Holzverschalung (Zarge) um den Läuferstein verhindert, dass Körner und Hüllen (Spreu) auf den Boden fallen.
- 1. Das in den Aufschütttrichter (Trimelle) geschüttete Spelzgetreide wird an einem Magneten vorbei transportiert, der allfällige Metallteile ausscheidet und gelangt dann in den Elevator 1.
- 2. Der Elevator 1 leitet das Spelzgetreide in die oben waagrecht angelegte Förderschnecke zum Separator
- 3. Im Separator wird leichter Schmutz und Staub mit Luft von der Spelzfrucht getrennt. Drei unterschiedliche Rüttelsiebe sortieren Stroh- und Ährenteile aus, damit nur die Spelzkorn-Standardgrössen für den nachfolgenden Röllablauf im Umlauf bleiben. Nach dieser Vorreinigung fällt das «Hülsche»-Getreide durch einen Holzkanal, wird vom Elevator 2 aufgefangen und in die oben angelegte Förderschnecke zum Röllgang geleitet.

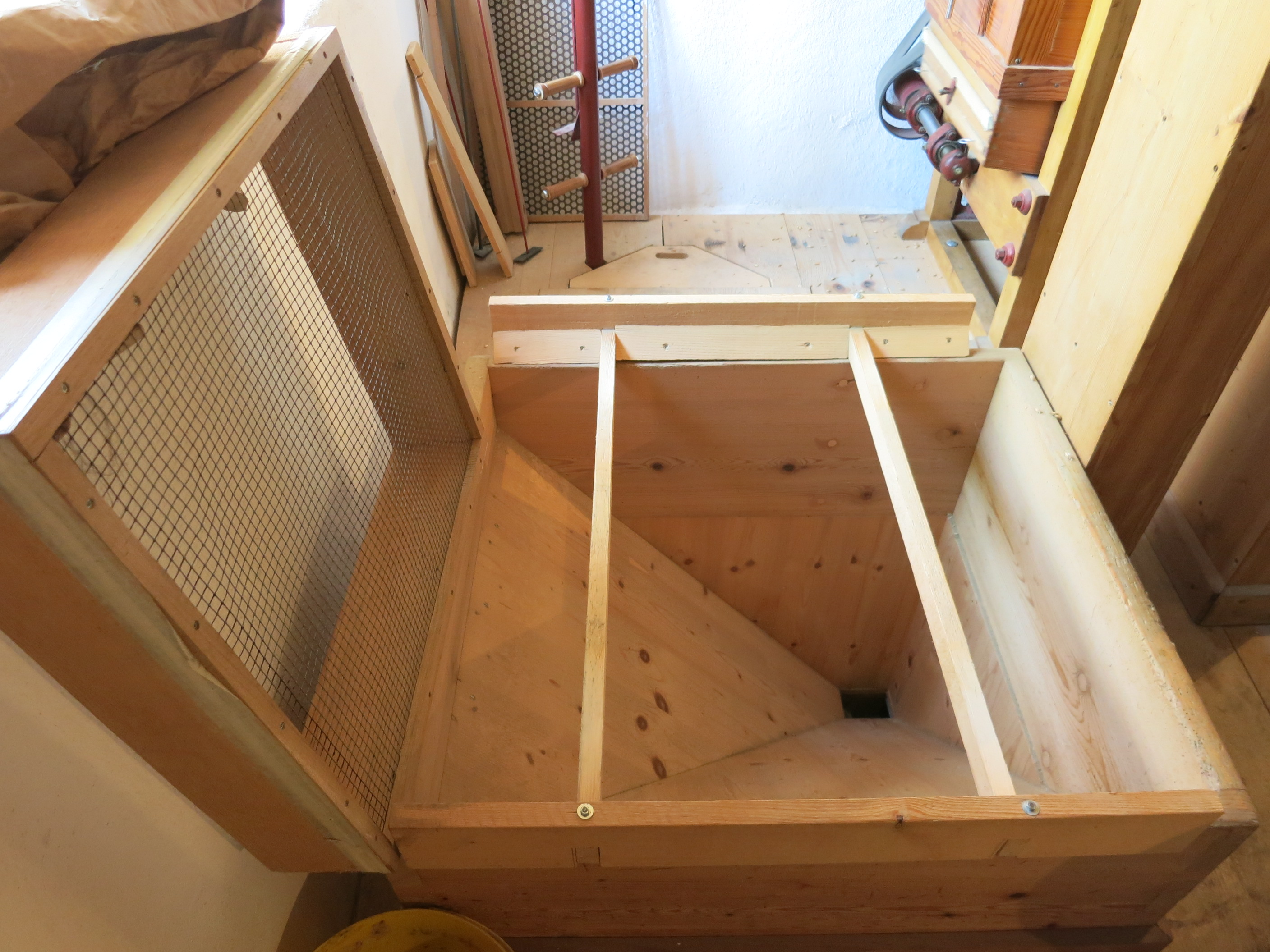
Aufschütttrichter
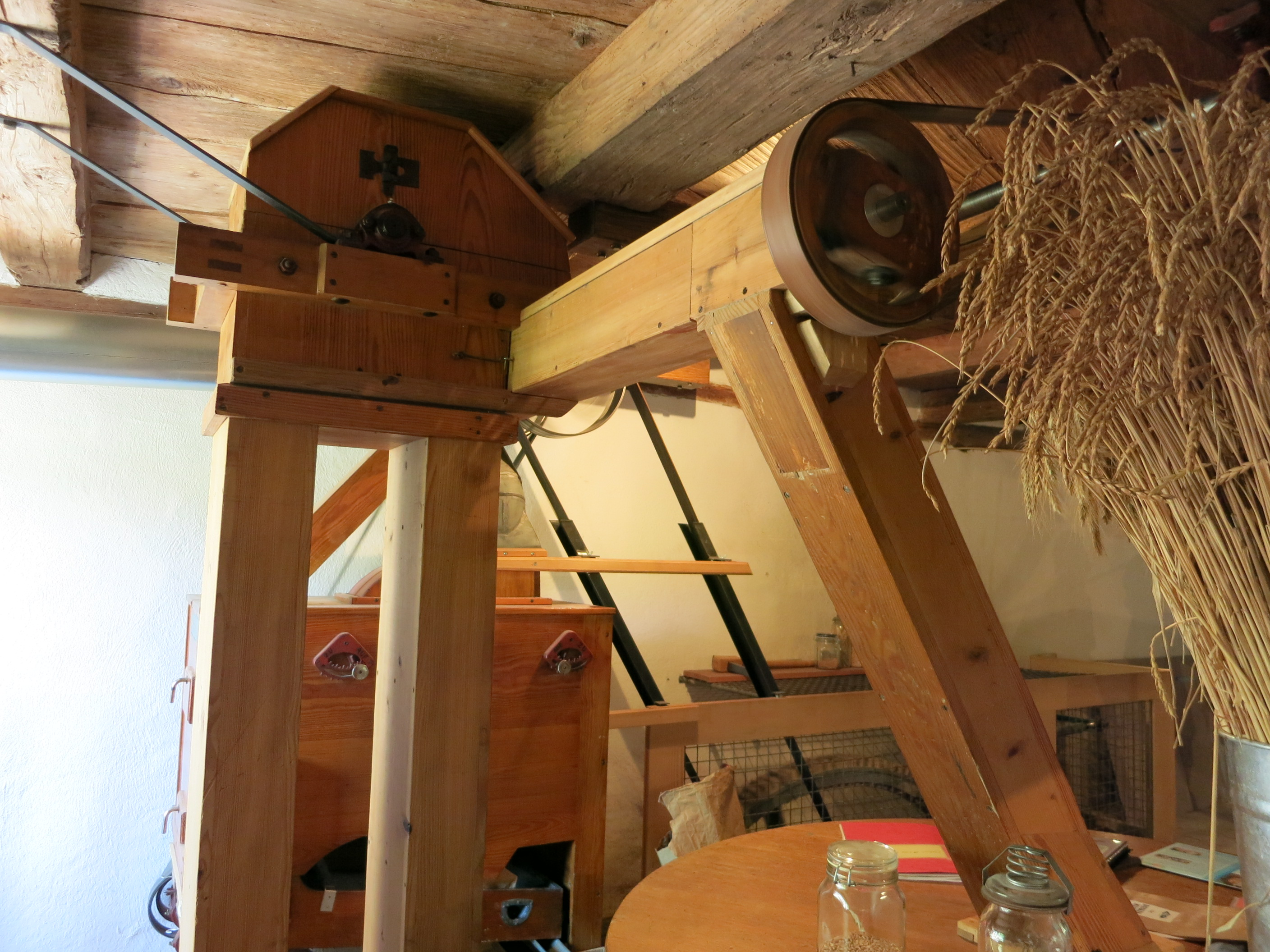
Elevator 1 und horizontale Förderschnecke
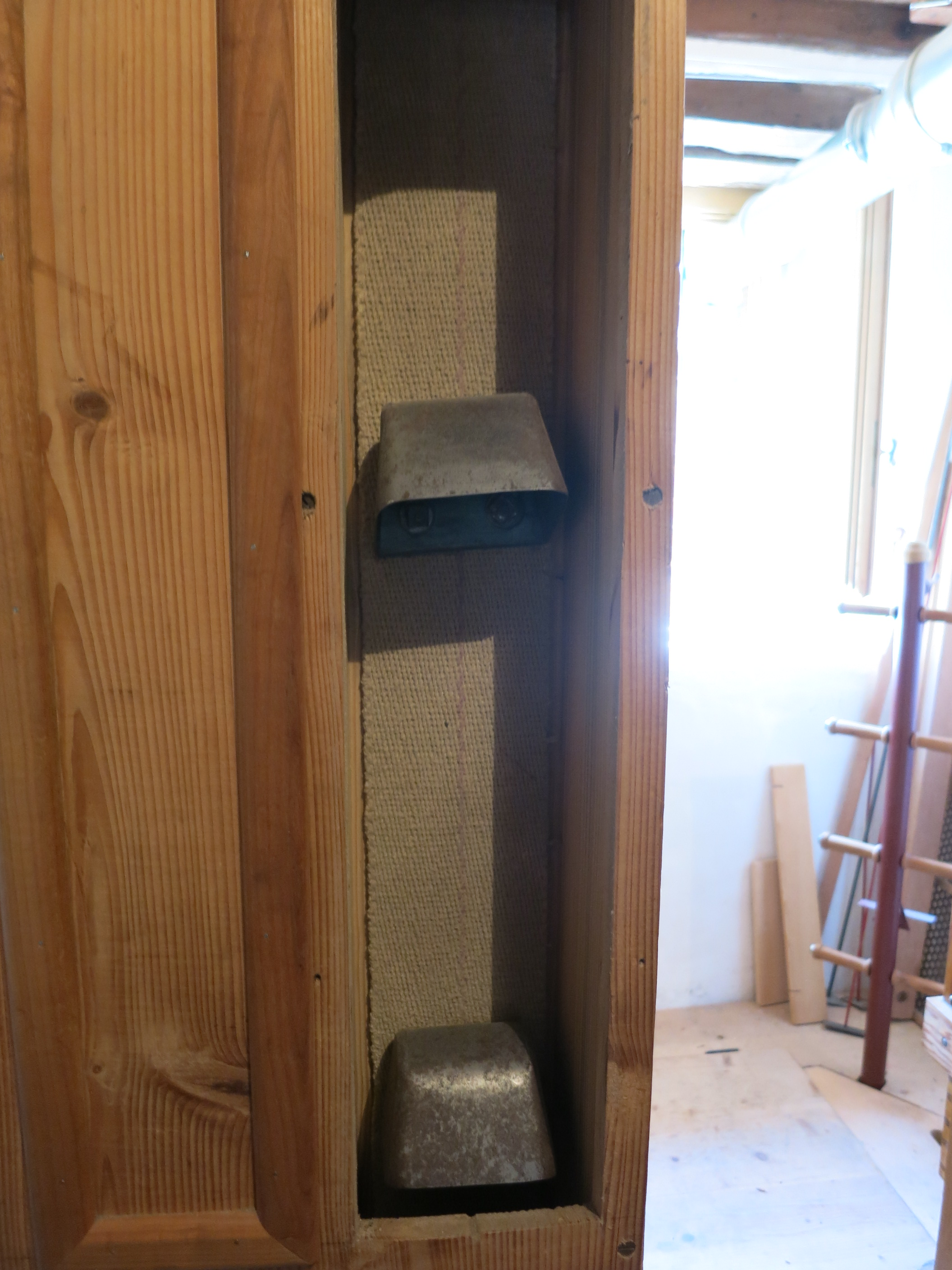
Gurtbecherwerk (abwärts)
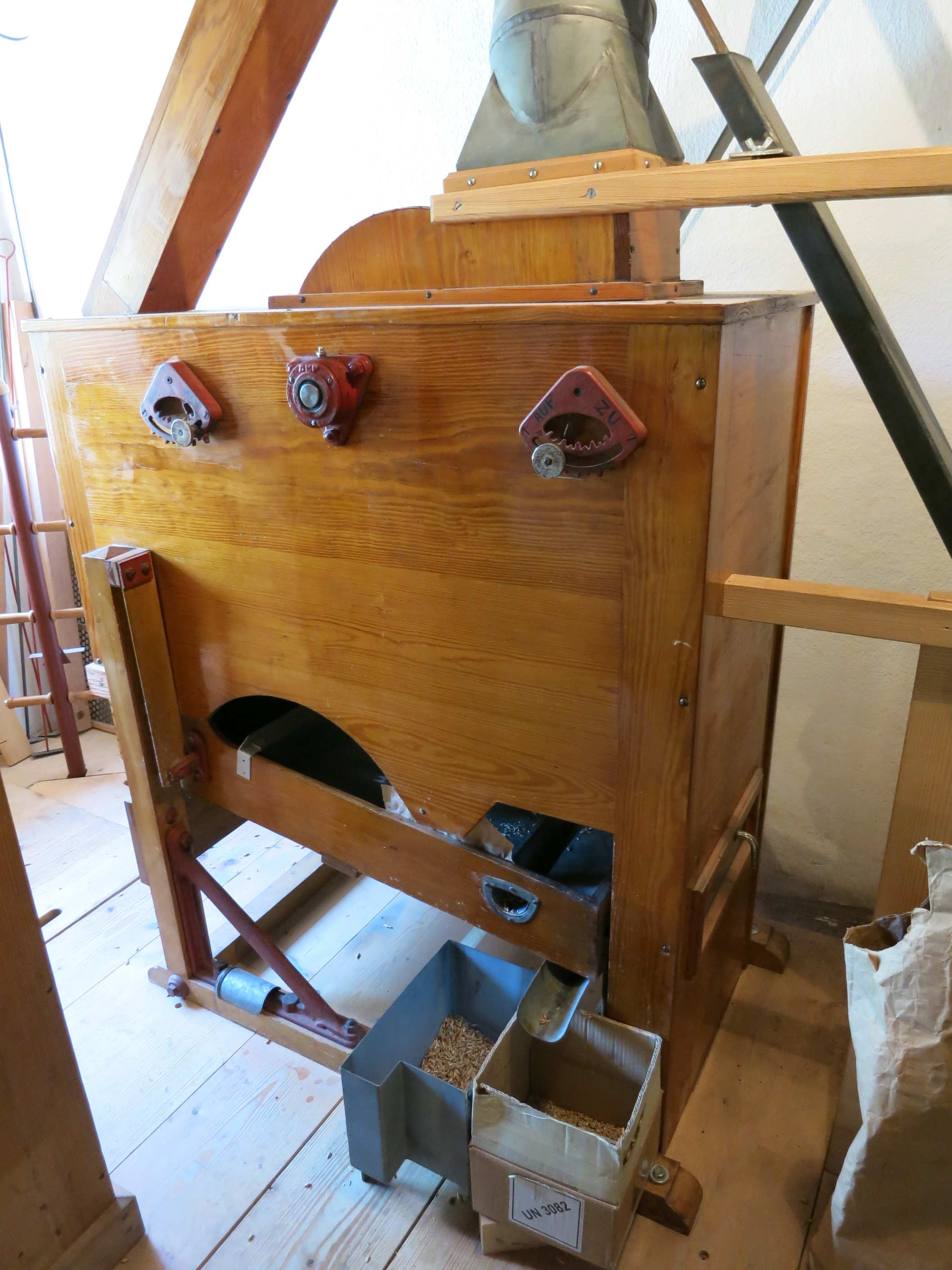
Separator
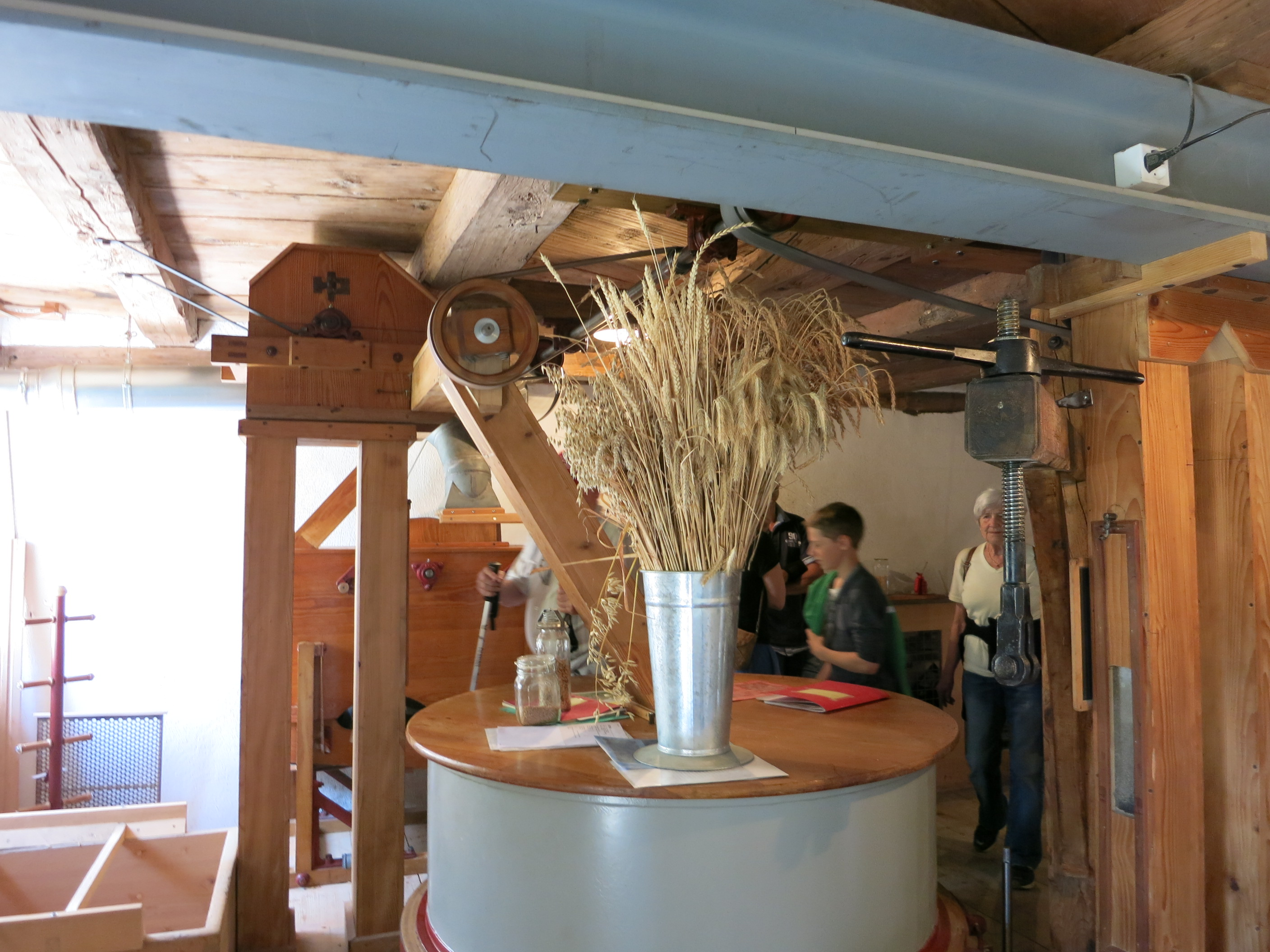
Von links: Trimelle, Elevatoren, Separator (Hintergrund), Rölle

- 4. Die Entspelzung (Gerbgang) und Reinigung des Spelzgetreides (Dinkel, Emmer, Einkorn) geschieht in der Röllmühle (Rölle, Relle). Die Röllsteine haben einen Abstand von ca. 6 mm und müssen je nach Spelzfrucht angepasst werden. Die entspelzten Kernen und das Spreu gleiten gemeinsam zur Rendel.
- 5. In der mit Treibriemen angetriebenen Rendel oder Rotationsworfelmaschine (weitere Namen sind Röndle, Aspirator, Windfege, Getreideputzmaschine) wird die Spreu vom Korn mittels Luft getrennt. Dabei werden Feinstaub und Grannen in Filterstrümpfe eingeblasen, die periodisch geleert werden. Die Spreu wird abgesackt (in Säcke abgefüllt) und die Körner durch ein bis drei Rüttelsiebe zum Elevator 3 transportiert. Dieser befördert die Körner über die oben waagrecht angelegte Förderschnecke zum Trieur.
- 6. Während das Getreide den Trieur (Zellenausleser) passiert, müssen allfällige Sämereien ausgelesen werden. Da Saatgut nicht geschält werden darf, wird es mit einem Schieber ausgeschieden. Das Getreide gelangt durch einen Fallschacht in die Schälmaschine.

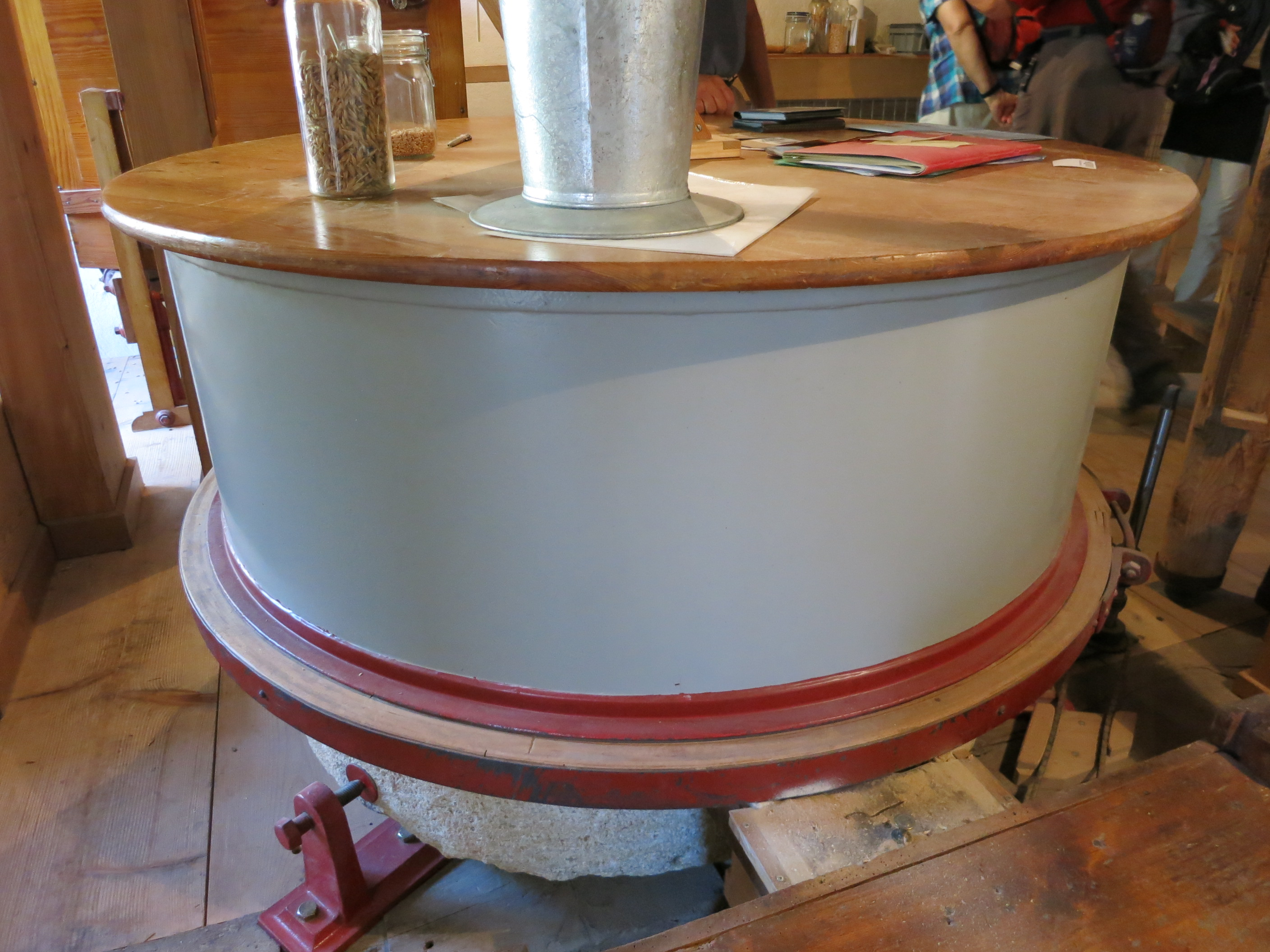
Röllmühle
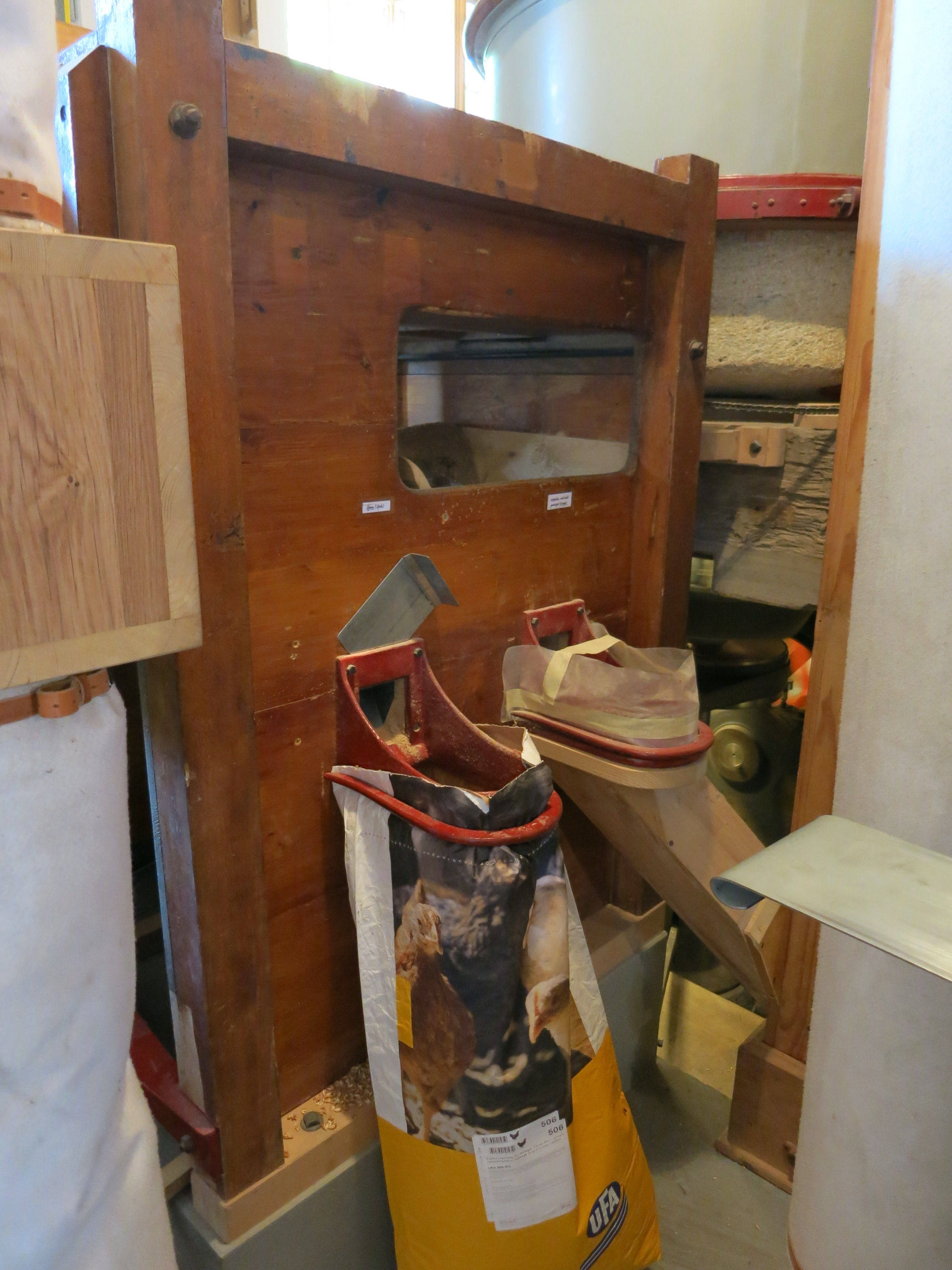
Rendel
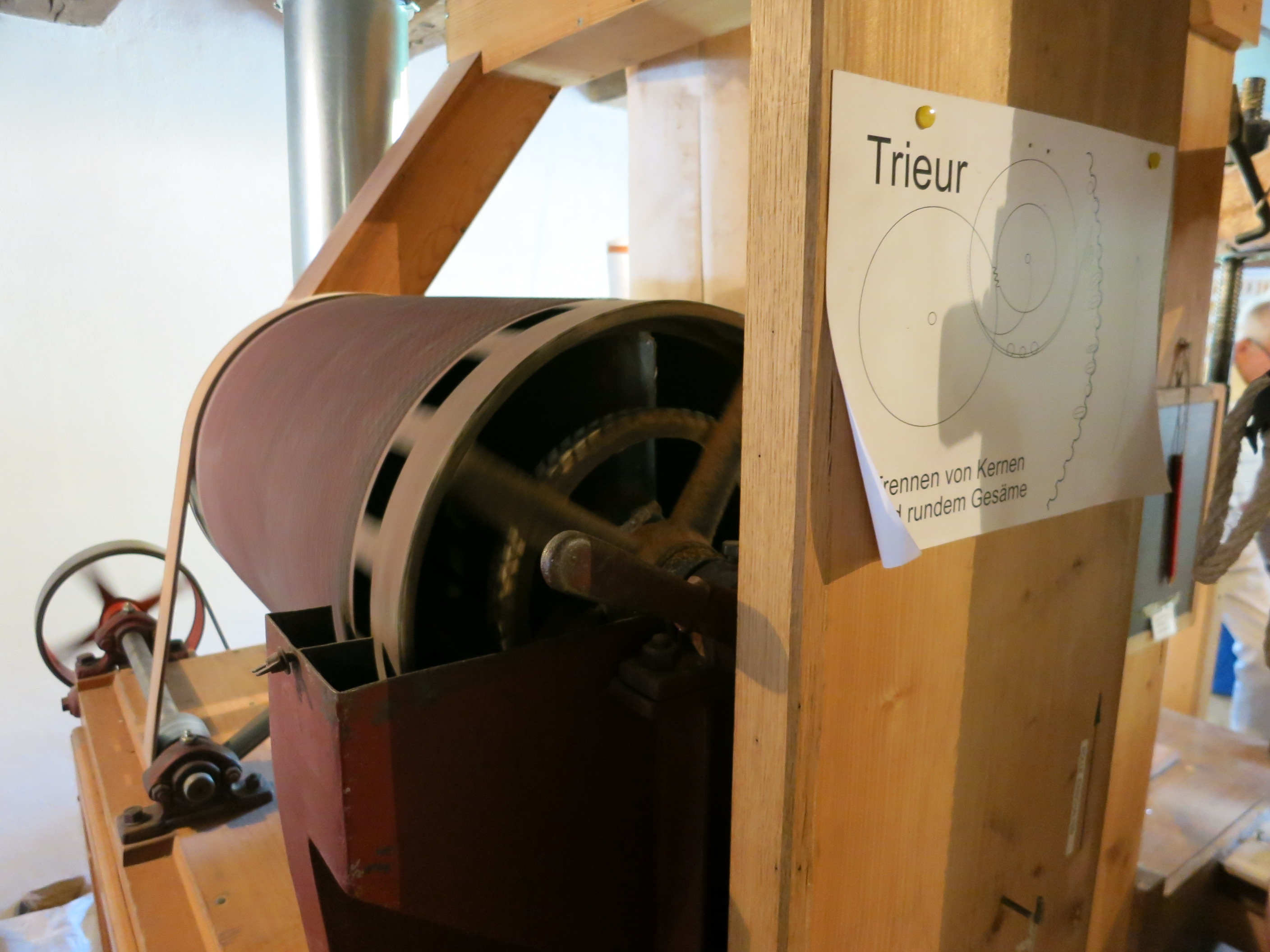
Trieur
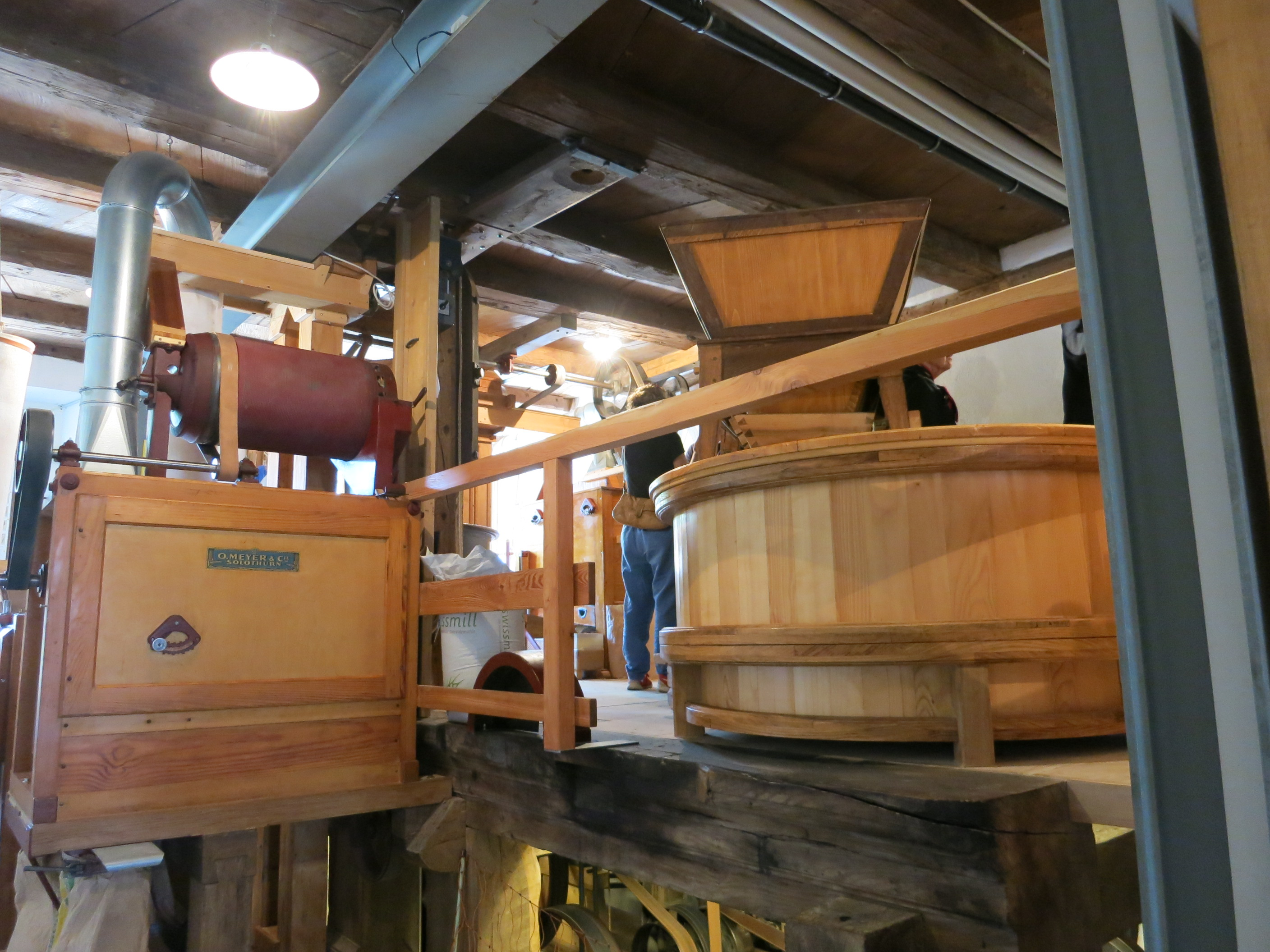
Von links: Trieur (oben), Schälmaschine, Mahlgang, Mühlestuhl (trägt Mahlgang)

- 7. Die Schäl- oder Bürstmaschine sortiert die Getreidekörner aufgrund ihrer Grösse, Art und Form. Dabei werden der Spalt der Getreidekörner von Staub und anhaftenden Schalenteilchen gereinigt und die Kornoberfläche poliert. Die Kornhaut wird ausgeschieden, Hühnerweizen und Mahlgetreidekörner separat abgesackt. Ein Sacklift führt die Säcke zum Mahlgang.
- 8. Beim horizontalen Mahlgang bestehen Läufer und Bodenstein aus französischem Süsswasserquarz (Champagnersteine). Der Läuferstein wird von unten mit einem Kegelradwinkelgetriebe angetrieben. Der vom «Tanzmeister» (Fünfschlag) angetriebene Rüttelschuh sorgt für eine kontinuierliche Zufuhr (Speisung) der Mahlgetreidekörner. Diese gelangen durch den «Schluck» (konischer Eintritt um das Auge des Läufersteines) zur Mahlbahn. Das Mahlgut (Vollkorn-Zwischenerzeugnis) wird im Mahlprozess beim Auslauf über dem Bodenstein ständig auf seine Feinheit überprüft. Das fertige, steingemahlene Mahlgut gleitet zum Elevator 4, der es zum Sichtwerk befördert.
- 9. Der Freischwinger-Plansichter (Flachsichter) arbeitet mechanisch nach dem Prinzip des handgeschütteten Siebes. Wenn die acht unterschiedlich feinen Siebe durchlaufen sind, wird Halbweissmehl, Griess und Kleie getrennt abgesackt. Der 1888 von Karl Jakob Haggenmacher in Winterthur erfundene Plansichter wurde weltweit exportiert.[2]

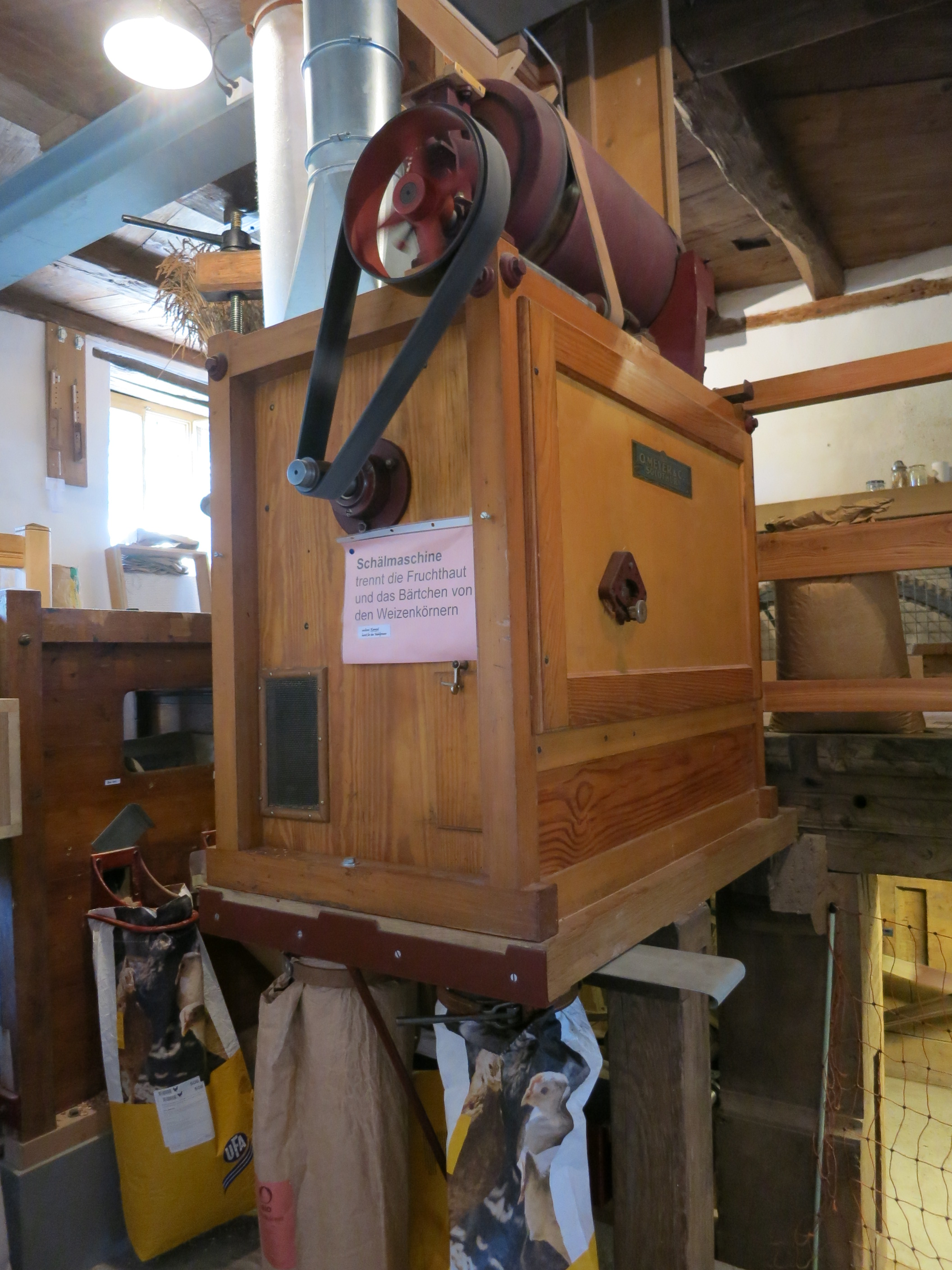
Schälmaschine
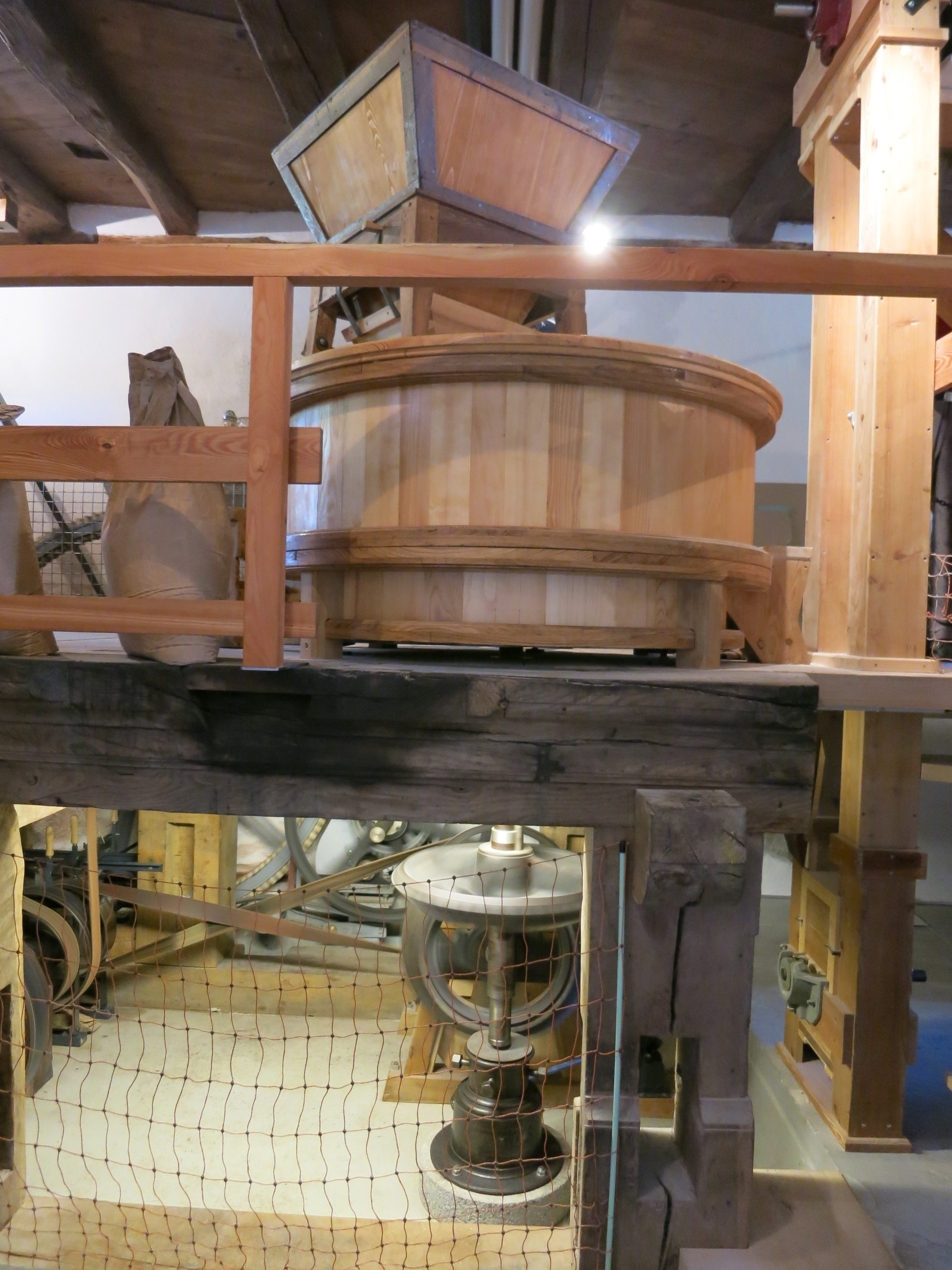
Mahlgang auf Mühlestuhl, unten Kegelradwinkelgetriebe
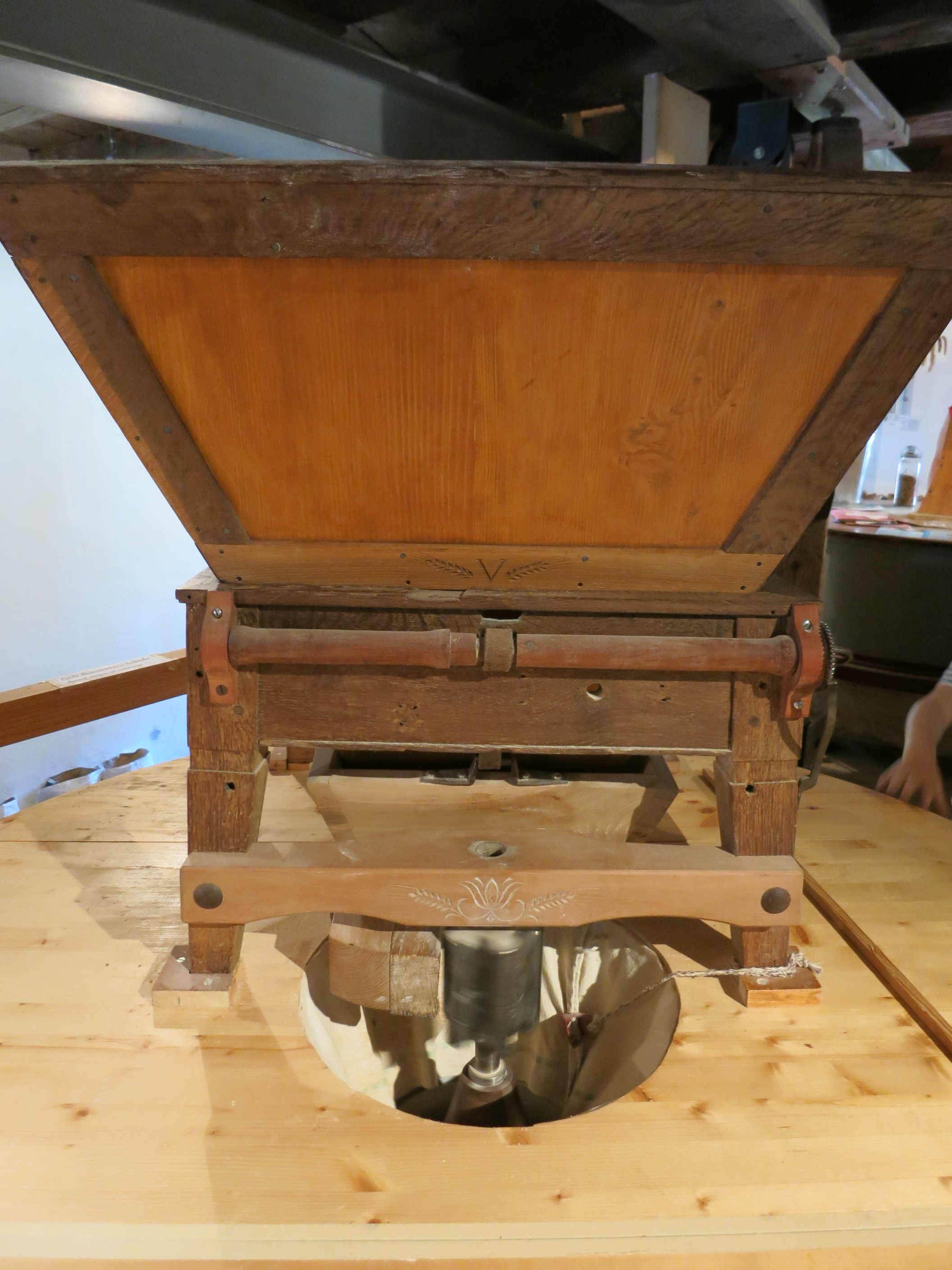
Schluck mit Rüttelschuh und drehendem Tanzmeister
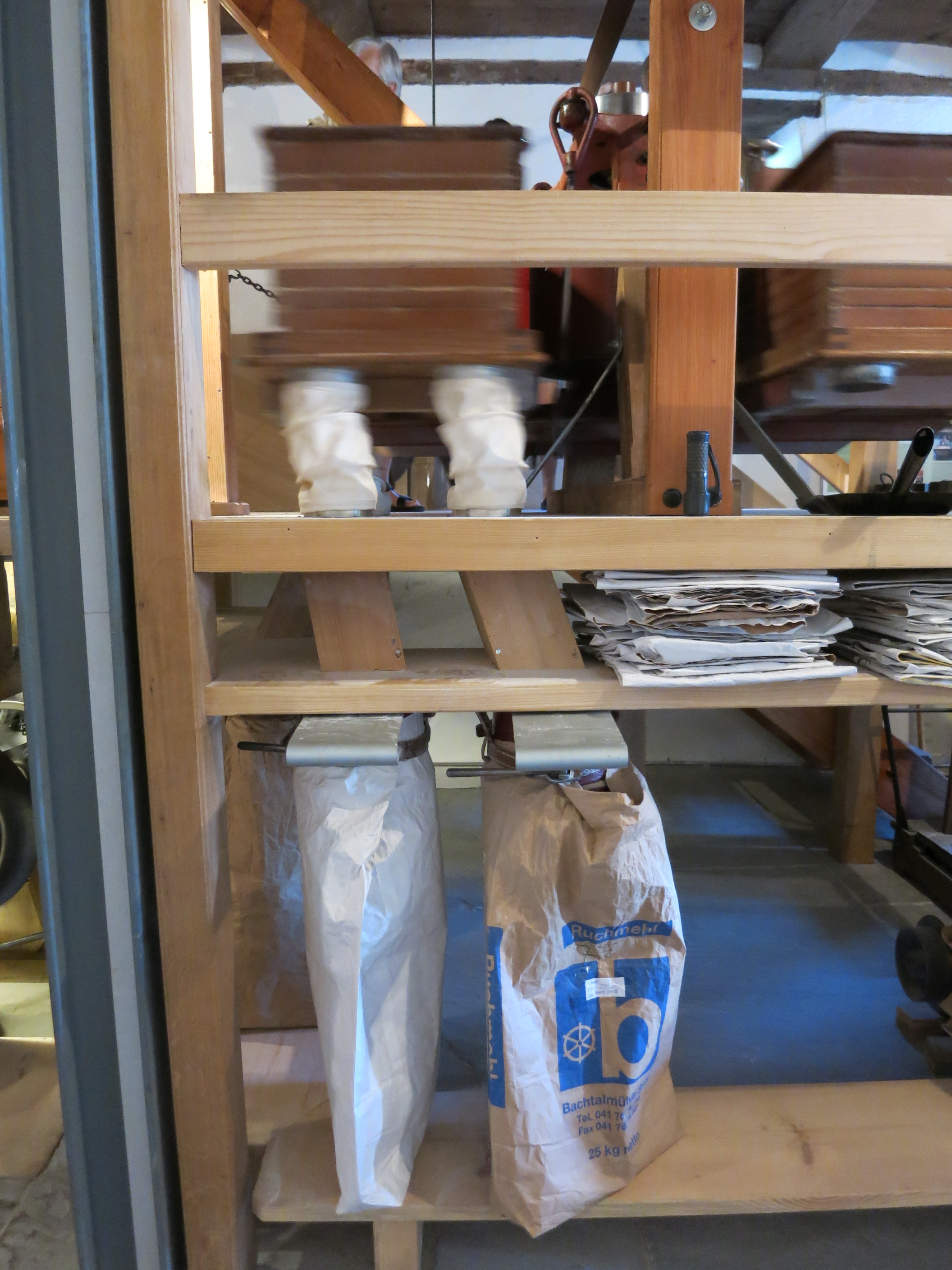
Plansichter
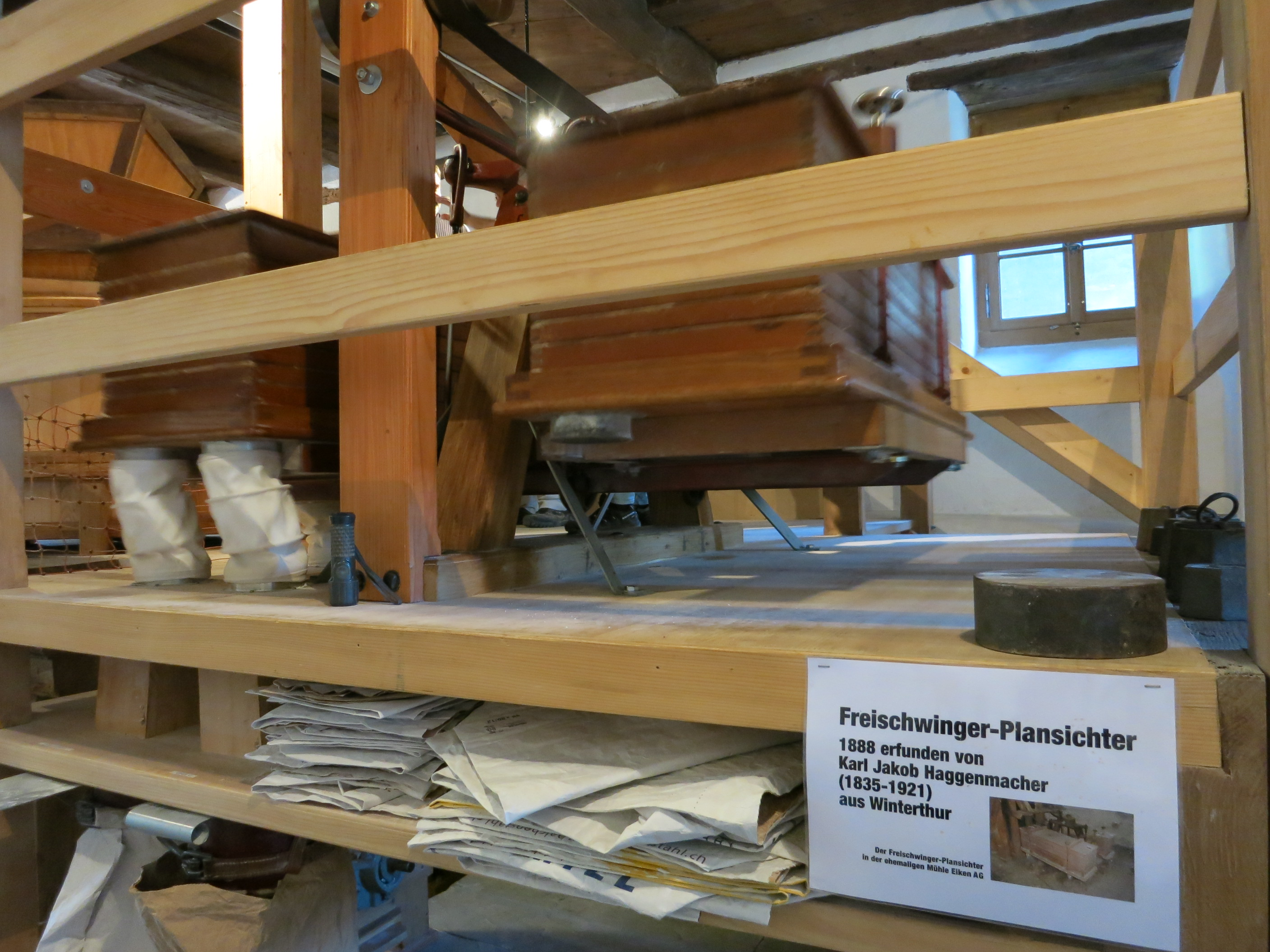
Freischwinger-Plansichter